# Castelo de Hagueneck

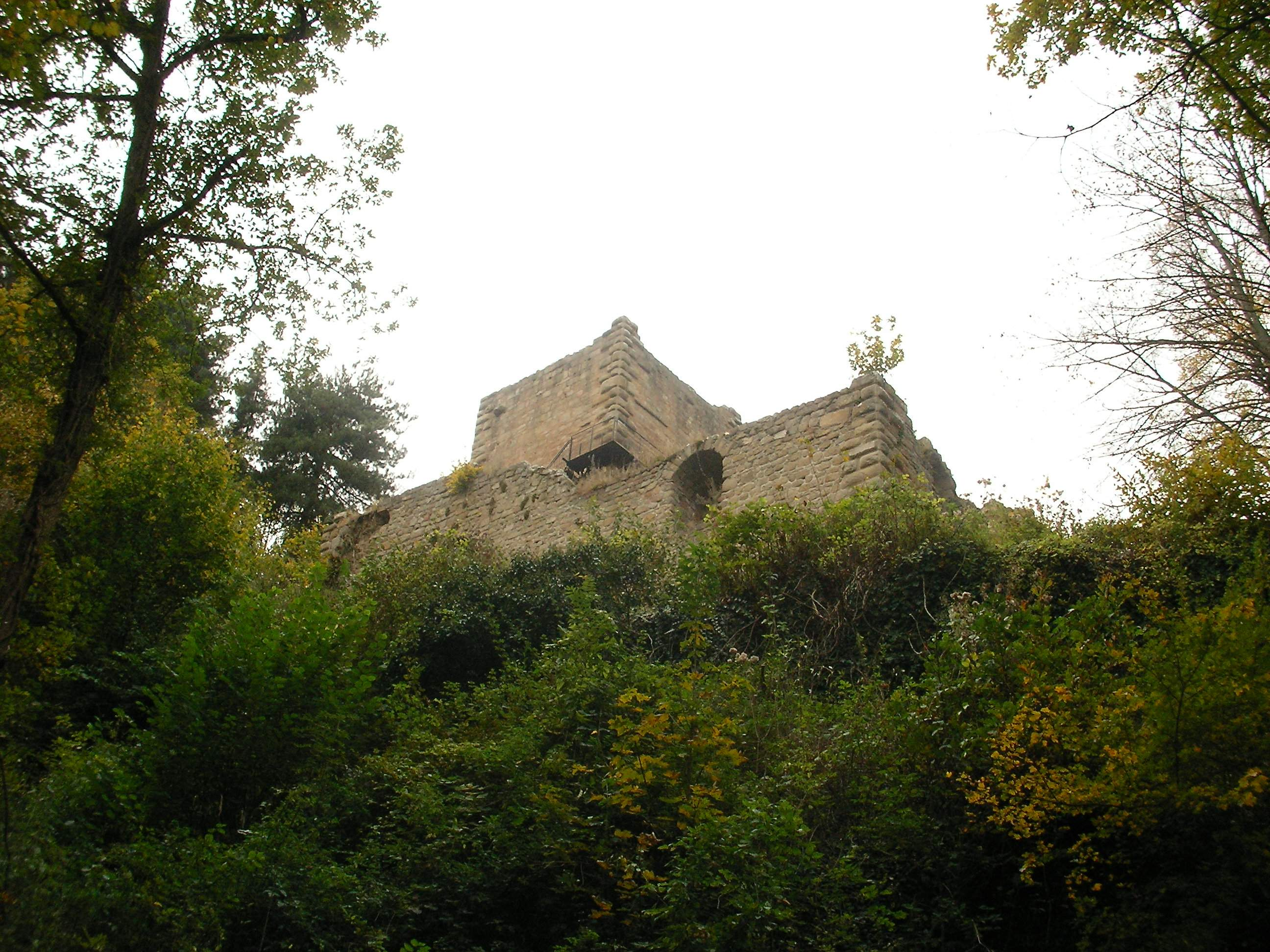
Ruínas do Castelo de Hagueneck

O Château de Hagueneck é um castelo em ruínas na comuna de Wettolsheim, no departamento de Haut-Rhin, Alsácia, na França. É um monumento histórico listado desde 1923.